# الإعجاب بالصمت (رواية)
الإعجاب بالصمت هي خامس رواية لعبد الرزاق قرنح. نشرت لأول مرة في نيو برس في 1 نوفمبر 1996. 
تتبع الحبكة قصة رجل زنجباري لم يُذكر اسمه يعيش في إنجلترا، بعد فراره هناك في أوائل الستينيات. في إنجلترا يصبح مدرسًا ويربي ابنة مع حبيبته الإنجليزية البيضاء. بعد نفيه لمدة 20 عامًا من وطنه، يسافر الراوي إلى زنجبار للتأمل في ماضيه ليجد مكانًا لم يعد موطنًا له.
تلقت الرواية مراجعات إيجابية من النقاد. وصفها مراجع لمراجعات كيركس بأنها «قصة محسوبة بشكل جميل للبحث المؤلم عن الوطن» وأشاد بموضوعاتها المتعلقة بالهجرة والاستعمار. أشادت بابليشرز ويكلي بفحص قرنح للقضايا الثقافية وتوصيف الراوي.

## المؤلف
عبد الرزاق قرنح (مواليد 20 ديسمبر 1948 في سلطنة زنجبار) هو كاتب روائي وأكاديمي تنزاني-بريطاني فاز بجائزة نوبل للآداب عام 2021. هاجر إلى بريطانيا في الستينيات لاجئًا ونال درجة البكالوريوس من جامعة كانتربوري كرايست تشيرش ثم الماجستير والدكتوراه من جامعة كينت، حيث أصبح أستاذًا للأدب والكتابات ما بعد الاستعمارية حتى تقاعده في 2017 ثم صار أستاذًا فخريًا.
صدرت روايته الأولى عام 1987 ذكرى الرحيل وتبعها سلسلة من الأعمال الهامة مثل طريق الحجاج (1988) ودوتي (1990) والجَنَّة (1994) الذي رُشح لجائزة بوكر وبجانب البحر (2001) والهجر (2005) والهدية الأخيرة (2011) وقلب من الحصى (2017) وحياة أخرى (2020) وأحدثها حتى اليوم سرقة (2025). تميزت أعماله بتناوله لتجربة اللجوء والهجرة والاستعمار وتأثيراته على الأفراد والمجتمعات.

## الشخصيات الرئيسية

### الراوي (اسم غير مذكور)
رجل زنجباري هاجر إلى إنجلترا في أوائل الستينيات هربًا من الاضطرابات السياسية التي أعقبت ثورة زنجبار. أصبح مدرسًا في بريطانيا يروي القصة بصيغة المتحدث الأول. شخصية مُعقدة يظهر تعاشقه للصمت والتسويف كوسيلة تجاه الصراعات الداخلية.

### إيما (إيما ويلوبي)
شابة إنجليزية بيضاء مثقفة تدرس نظرية السرد غير تقليدية وتميل للتمرد دخلت في علاقة طويلة مع الراوي من دون زواج رسمي ولديهما ابنة تُدعى أميليا في سن المراهقة.

### أميليا
الابنة المشتركة للراوي وإيما. تبلغ 17-20 عامًا عند عودته إلى زنجبار تربت في أسرة مختلطة الهوية غائبة عن السرد لمعظم أحداث الرواية.

### عائلة الراوي في زنجبار
عائلته الأوسع من أصول عربية إسلامية التي تصبح محتجة على علاقته بإيما وولادة طفل شبه إنجليزي مما يولد أزمة هوية وانقسامًا في الأسرة المجتمعية.

## الحبكة
تقترح الرواية ثلاث مراحل زمنية :

### المرحلة الأولى: الهجرة والإقامة في إنجلترا
يهاجر الراوي إلى إنجلترا خلال الثلث الأخير من القرن العشرين يستقر ويكمل دراسته ويصبح مدرسًا. يلتقي بإيما ويتحدث عن ماضٍ مزيف غالبًا يُقدم صورة مظللة عن نجاته والمستعمرات لتعزيز نقاء شخصيته أمامها وأمام والدها. يعيشه حالة من الاغتراب والانسجام المؤقت في علاقة مفتوحة. يولد طفلهم أميليا لكن الراوي ينفض تعهداته الأصلية تجاه جذوره.

### المرحلة الثانية: العزلة وغياب التواصل
يقطع الاتصال بعائلته الأصلية تاركًا وراءه امتهان وإنتاج ماضٍ وهمي يضمن مكانته في مجتمع إيما. يبدو أنه يعيش "صمت الإعجاب" داخل ذاته ممتنًا لوجوده في بريطانيا لكنه معرض داخليًا للانكسار. صدور التشخيص بحالة قلبية يشدد على ضعفه النفسي والجسدي.

### المرحلة الثالثة: العودة إلى زنجبار بعد 20 عامًا
تُعلن الحكومة عن عفو للمغتربين غير القانونيين فيقرر الراوي العودة. يجد وطنه محطمًا : شبكات الصرف الصحي متهالكة والأسواق فارغة وفساد حكومي ومعاناة اجتماعية. تُثار أزمة أخلاقية حين يُطلب منه وظيفة مرموقة وزواج محتمَل محلي وعندما يكشف الحقيقة عن أميليا وإيما يُدان من محيطه. يشعر بالنفور من وطنه الأصلي ثم يعود إلى إنجلترا ليُجد أن إيما تركته واستقرت بدون ابنه.

## المغزى
- الهوية والثنائية الثقافية : يعالج قلق المنفى والعودة لشيء لم يعد موطنًا. يجسد تجربة الإنسان الغريب من الداخل والخارج جزئيًا زنجباري وجزئيًا إنجليزي.
- الصمت والمظهر الجمالي : “الإعجاب بالصمت” ليس صمتًا فعالًا وإنما صمت استسلامي يحدث عندما يكون الكلام مضرًا والصمت ضعفًا أيضًا. عنوان الرواية يُلمّح إلى انبهار الراوي بنفسه المتماسك في ظل صمته.
- الكرامة والدونية : من خلال سيناريوهاته يكشف كيف يُعامل رجُل الأغيار في المستعمرات المتداعية وكيف يُمارس عن غير قصد القمع على نفسه.
- كذب السرد وتبييض التاريخ : يُبرز رواية الراوي لإيما ولمجتمعه الإنجليزي صورًا من التراث الاستعماري مما يُظهر استمرارية الحنين الاستعماري.

- الاغتراب والنية والإخلاص : إن إبقاء مخابئه (ابنته) وحبه وماضيه يعكس مدى هشاشة العلاقة بين السلام الداخلي والصدق.

## أسلوب الكاتب
- السرد الفردي بالضمير الأول : يُعطي دفئًا نفسيًّا ويثير التوتر الداخلي لكنه يُبرز مدى محدودية رؤية الراوي.
- نبرة ساخرة وذات وفيه سخرية ذاتية : يستخدم الراوي نوعًا من التهكم الذاتي ليوضح هشاشته.
- سرد غير خطي وتداخل زمني : ينتقل بين الماضي والحاضر والترقب مما يعزّز الصراع الداخلي والغموض داخل ذاته.
- لغة واضحة ومباشرة لكنها عميقة : تعتمد على الوصف الاقتصادي عبارات معبرة تضجّ بالمعاني كاجراء روائي.[11]

## النقد الأدبي واستقبال الرواية
الرواية لقيت ترحابًا نقديًا معتبرًا:
- كِركَس ريفيويز وصفتها بأنها "قصة محسوبة بشكل جميل عن البحث المؤلم عن الوطن".
- ناقد في بابلشرز ويكلي مدح كيف أن الرواية ترفع قضايا الهوية والهجرة وترسم عمق الشخصية.
- مراجعات ماري أوكيكي قالت أن الرواية "تجربة قراءة مدهشة" وأثنت على البنية وتقنية الرواي وتقليبها الزمني.

اجتمع النقاد على أن الرواية تنجز رقصة دقيقة بين قصص الهجرة المعقدة وصمت الإنسان أمام العالم ما يجعلها ضمن رؤوس الروايات المعاصرة عن الاغتراب.

## أبرز الترجمات والإصدارات
- الترجمة العربية بواسطة إسكندر حمدان طبعت عن عناوين متعددة منها دار أثر وغيرها في السعودية والإمارات.
- الترجمة الإنجليزية الأصلية صدرت 1996 وطبعت لاحقًا بنسخ مجددة منها عن بلومزبري في 2022.
- لم تُرجم الرواية إلى السواحيلية لكن أعمال قرنح الأخرى مثل الجنة صُدرت مؤخراً باللغتين الإنجليزية والسواحيلية.[13]